# Pho Khun Si Indrathit

Pho Khun Si Indrathit som monument.

Pho Khun Si Indrathit (thai: พ่อขุนศรีอินทราทิตย์) kallades även Kung Sri Int'arat'itya sedan han hade tagit makten i Sukhothai 1238.
Kung Sri Int'arat'itya tillbringade mycken tid under sitt ämbete att utöka sina domäner på bekostnad av sina grannar, Kambodja och Burma. Rekryteringen av fotfolk för trupperna underlättades genom en stor ström av thailändska immigranter som flydde från Yunnan i norr undan Kublai khans erövring av Nanchao 1254. Få inser att Kublai Khans framfart i södra Kina bidrog till att göra Siam till en självständig stat. Tidpunkten för Kung Sri Int'arat'ityas död är inte känd, och eftersom hans äldste son avlidit i unga år, efterträddes han av sin andra son Kung Ban Müang som dog 1275 efter en kort tid vid makten. Han efterträddes i sin tur av sin ambitiöse och modige bror Ramk'amheng.